# Myrtha Garbarini
Myrtha Garbarini (23 de abril de 1926, Argentina - 6 de enero de 2015,Buenos Aires, Argentina) fue una destacada soprano argentina.

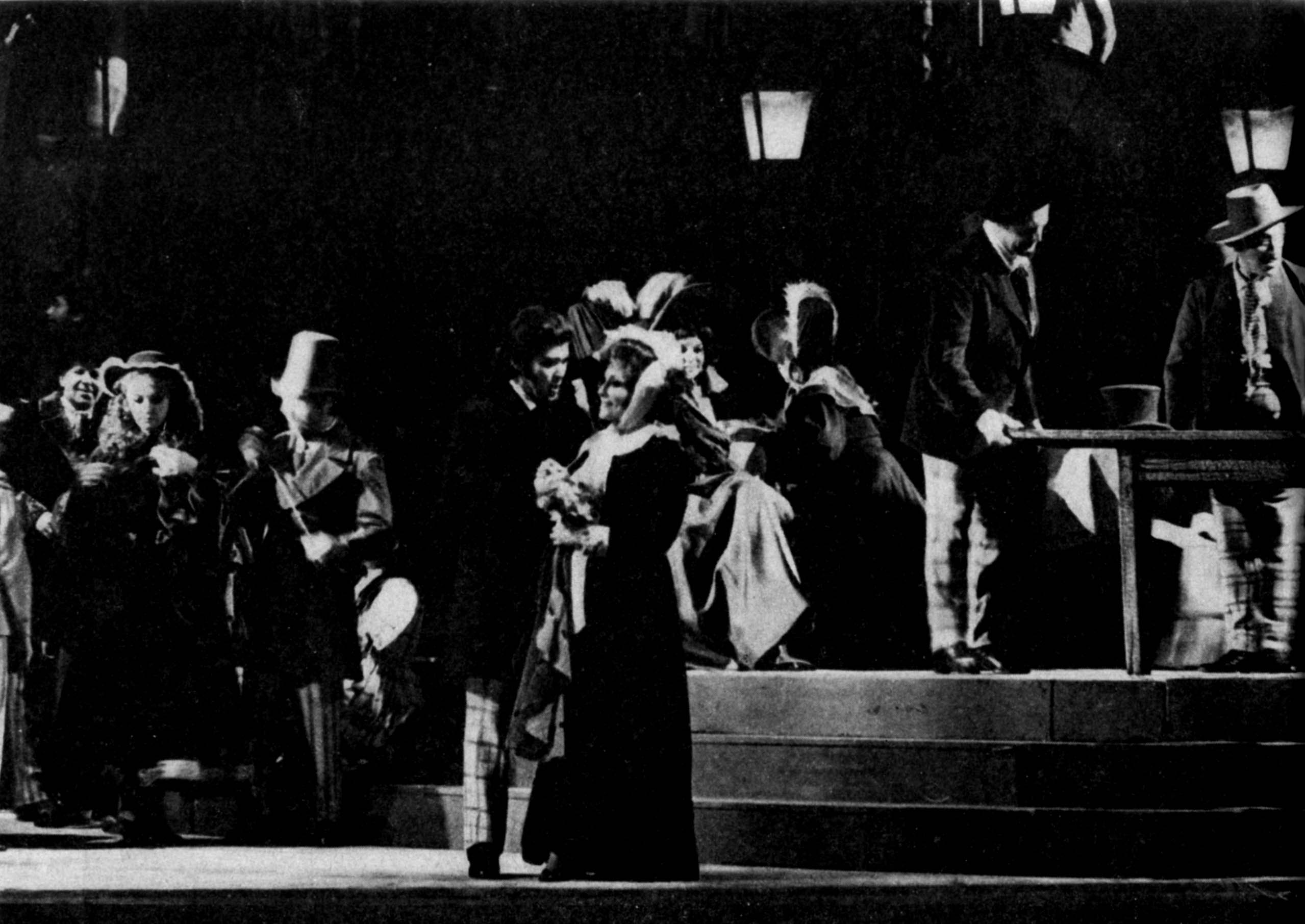
Escena del segundo acto de "La Boheme" de Puccini, con Myrtha Garbarini y Horacio Mastrango. Teatro Colón de Buenos Aires.

## Biografía
Myrtha Garbarini comenzó sus estudios musicales con su madre, la pianista Elvia Ochoa y luego con Elizabeth Westerkamp, sus estudios de voz a los 14 años con la famosa contralto Lydia Kindermann, perfeccionándose en el Conservatorio Nacional "Carlos López Buchardo".
En 1949 el compositor español Joaquín Rodrigo la eligió para estrenar sus ' Madrigales Amatorios'  que él mismo le acompañó al piano desde el Club Español de Buenos Aires. En 1953, estrenó para la Sociedad de Conciertos de Cámara el ciclo 'El alba del alhelí' de Orrego Salas-Rafael Alberti y en 1958 viajó a Europa para recitales en Basilea, Stuttgart, Salzburgo y Viena.
Debutó en el Teatro Colón en 1959 y en el Teatro Argentino de La Plata, donde sumó más de veinticinco personajes en óperas como Le Nozze di Figaro, La finta giardiniera, Il re pastore, Don Giovanni, La bohème, La rondine, L'elisir d'amore, Albert Herring; Manon. 
En óperas argentinas destacóse en Marianita Limeña de Valdo Sciammarella, Sueño de Alma de Carlos López Buchardo y La zapatera prodigiosa de Juan José Castro. Su última actuación en el coliseo porteño fue Madama Butterfly en 1980.
Cantó bajo la batuta de Karl Richter los oratorios de Bach: Johannes-Passion, Matthäus-Passion, la Misa en si menor y otros de Haydn; Handel; Johannes Brahms; Gabriel Fauré; Mozart; Beethoven y el Stabat Mater de Giovanni Battista Pergolesi. 
Fue una de las fundadoras de la Opera de Cámara del Teatro Colón y miembro de la Academia Nacional de Música.
Enseñó en su alma mater, el Conservatorio Nacional de Música "Carlos López Buchardo" y en el Instituto Superior de Arte del Teatro Colón por más de treinta años así como en el Conservatorio Franz Liszt.
En el extranjero también cantó en Washington, Baden-Baden, Río de Janeiro, Asunción, Montevideo y Santiago de Chile.
Entre sus alumnos las destacadas sopranos Paula Almerares y Soledad de la Rosa.

## Discografía
- Canciones Argentinas De Cámara, Myrtha Garbarini, Victor de Narké, Enrique Ricci - ,Municipalidad De La Ciudad De Buenos Aires, MCBA 0008
- Juan José Castro, La zapatera prodigiosa, Myrtha Garbarini (soprano) y Ángel Mattiello (barítono), con dirección de Juan Emilio Martini, 1968, Teatro Colón
- Mozart, La Finta Giardiniera, Teatro Colon, 1969. Nino Falzetti, Myrtha Garbarini, Renato Sassola, Susana Ruoco, Carmen Burello, Silvia Baleani, Ricardo Catena. Juan Emilio Martini